# Capo Parry

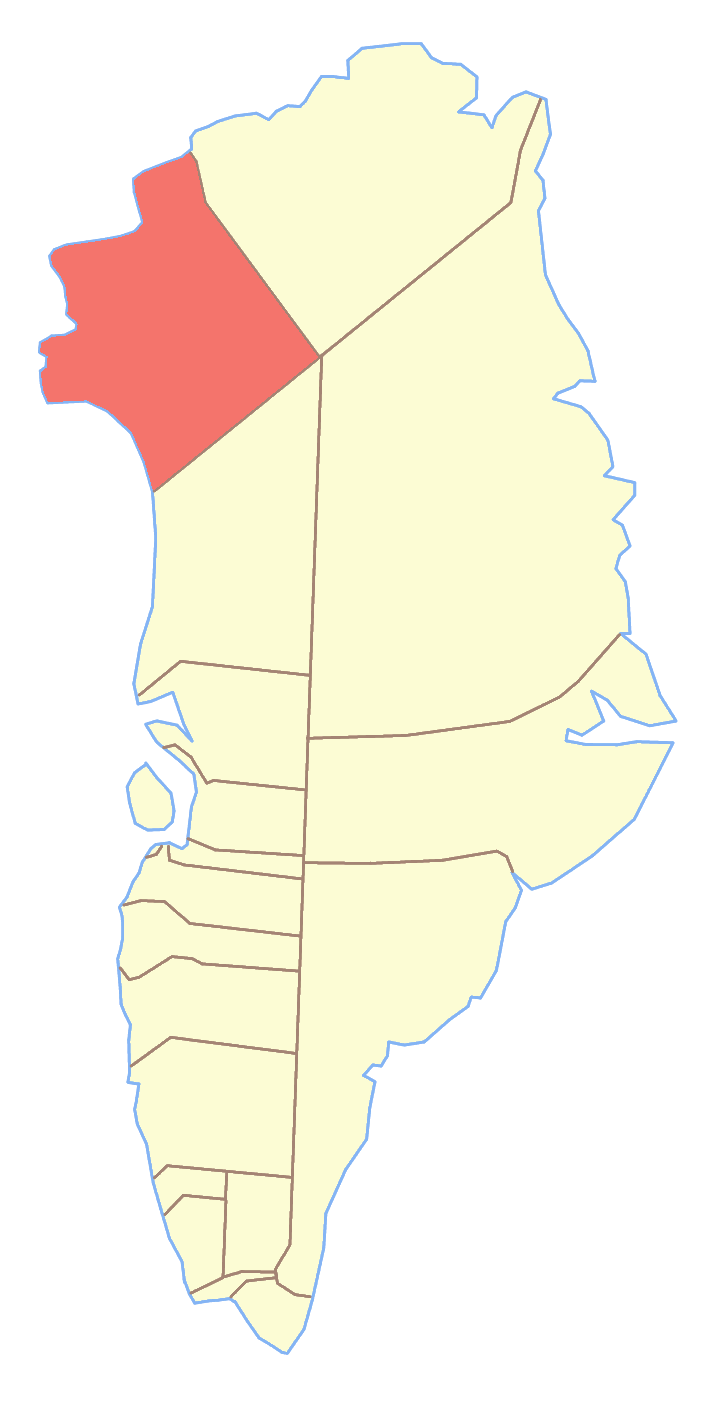
Ex comune di Qaanaaq, dove si trova il capo Parry

Il capo Parry (o Kap Parry) è un capo della Groenlandia; si trova nella penisola di Hayes e si protende a est nello stretto di Nares, dividendo il fiordo di Inglefield a nord dal fiordo di Wolstenholme a sud. Appartiene al comune di Avannaata.